# Barbodes binotatus
Cá trẳng (Danh pháp khoa học: Barbodes binotatus), là một loài cá chép bản địa nhiệt đới của vùng Đông Nam Á nó cũng từng phân bố ở Palau và Singapore.

## Đặc điểm
Cá có thân dẹp bên, đầu nhỏ, mõm nhọn, miệng trước đến cận dưới, rạch miệng xiên, góc miệng chạm tới đường thẳng đứng kẻ tứ bờ trước của mắt. Hai đôi râu phát triển, râu mõm kéo dài gần chạm mí sau của mắt, râu mép kéo dài quá mép sau của xương nắp mang, mắt lớn vừa, lệch về nửa trên của đầu.
Vẩy cá tròn, lớn, phủ khắp thân, đầu không có vẩy. Đường bên hoàn toàn, kéo dài từ mép trên lỗ mang đến điểm giữa gốc vây đuôi. Khởi điểm vây lưng sau khởi điểm vây bụng, tia đơn hóa xương và mặt sau tia cuối cùng có răng cưa, vây ngực kéo dài chạm gốc vây bụng; vây đuôi phân thùy sâu. Mặt lưng của đầu và thân có màu xám xanh, lợt dần xuống bụng, bụng có màu trắng bạc. Tại gốc vây đuôi có một điểm đen tròn, có đốm đen mờ nằm dưới gốc vây lưng.